# Sofyane Cherfa
Sofyane Cherfa (Tolosa, 13 agosto 1984) è un ex calciatore francese naturalizzato algerino, di ruolo difensore.

## Carriera
Ha giocato nella prima divisione dei campionati cipriota, greco ed algerino.

## Palmarès

### Club

#### Competizioni nazionali
- Coppa di Cipro: 1

Omonia: 2011-2012